# Ray City
Ray City – miasto w Stanach Zjednoczonych, w stanie Georgia, w hrabstwie Berrien.